# 查德基爾烏帕齊拉
查德基爾乌帕齐拉是孟加拉国諾阿卡利縣的一个乌帕齐拉，位於吉大港专区的諾阿卡利縣。。

## 人口
據1991年孟加拉國人口普查，查德基爾共有戶數33,832戶，人口194185人。其中男性佔比48.43%，女性佔比51.57%；成年人口90,984人。該地7歲以上人口之平均識字率為52.1%。